# Edward Lasker
Edward Lasker (ur. 3 grudnia 1885 w Kępnie, zm. 25 marca 1981 w Nowym Jorku) – niemiecki szachista. Z wykształcenia matematyk, z zawodu inżynier, był również mistrzem go.

## Życiorys
W 1909 Lasker zdobył mistrzostwo Berlina. W 1911 wydał swoją pierwszą książkę poświęconą szachom, „Schachstrategie”. Po ukończeniu studiów przeniósł się do Londynu i w 1914 zdobył mistrzostwo tego miasta. Przed I wojną światową wyemigrował do Stanów Zjednoczonych, gdzie pracował jako inżynier. W 1921 uzyskał obywatelstwo amerykańskie. Kilkakrotnie zdobył otwarte mistrzostwo USA.
Jest autorem popularnego i często cytowanego powiedzenia, że „jeśli szachy są królem gier, to go jest ich cesarzem”.
Był stryjem Anity Lasker-Wallfisch.

## Wybrane publikacje
- Modern chess strategy (Nowy Jork 1945)
- The adwenture of chess (Nowy Jork 1949)
- Chess secrets (Nowy Jork 1951)